# Notiophygus conicus
Notiophygus conicus is een keversoort uit de familie Discolomatidae. De wetenschappelijke naam van de soort is voor het eerst geldig gepubliceerd in 1958 door John.